# Sturmtief Herwart
Das Sturmtief Herwart, in Polen häufig polonisiert als Grzegorz, in Dänemark und Schweden Ingolf, war ein starker Herbststurm mit Orkanböen, der am 29. Oktober 2017 über Dänemark, Nord- und Ostdeutschland, Polen und die Tschechische Republik sowie Teile Österreichs hinweg zog. Er verursachte sowohl an Nordsee- als auch Ostseeküste eine Sturmflut und Stranderosion und führte verbreitet zu Sturmschäden, Verkehrsbehinderungen und Stromausfällen. Mindestens neun Menschen wurden durch die Auswirkungen des Sturms getötet. Der versicherte Schaden betrug 325 Mio. Euro. Er gilt als zweiter schwerer Herbststurm des Jahres in Mitteleuropa nach dem Sturmtief Xavier (4.–6. Oktober).

## Meteorologischer Überblick
Üblicherweise kommt es im Herbst und Winter zur Stürmen in Mitteleuropa, weil dann die Temperaturunterschiede zwischen den polaren Gebieten und der gemäßigten Zone höher sind als sonst im Jahr. Durchschnittlich im letzten Monatsdrittel des Oktober werden die Hochdrucklagen durch zyklonale Wetterlagen abgelost, sodass dann schadenträchtige Sturmlagen häufiger sind. Herwart war der erste stärkere späte Oktobersturm seit Orkan Christian am 28. Oktober 2013. Dieser war zwar weitgehend ein wesentlich stärkerer Sturm, dennoch gehören Herwarts Spitzenböen zu den stärksten im Oktober beobachteten Spitzenböen.:5 An vielen Orten waren sie deutlich höher, als die zwei Wochen vorher beim Durchzug von Xavier beobachteten Werte.:4

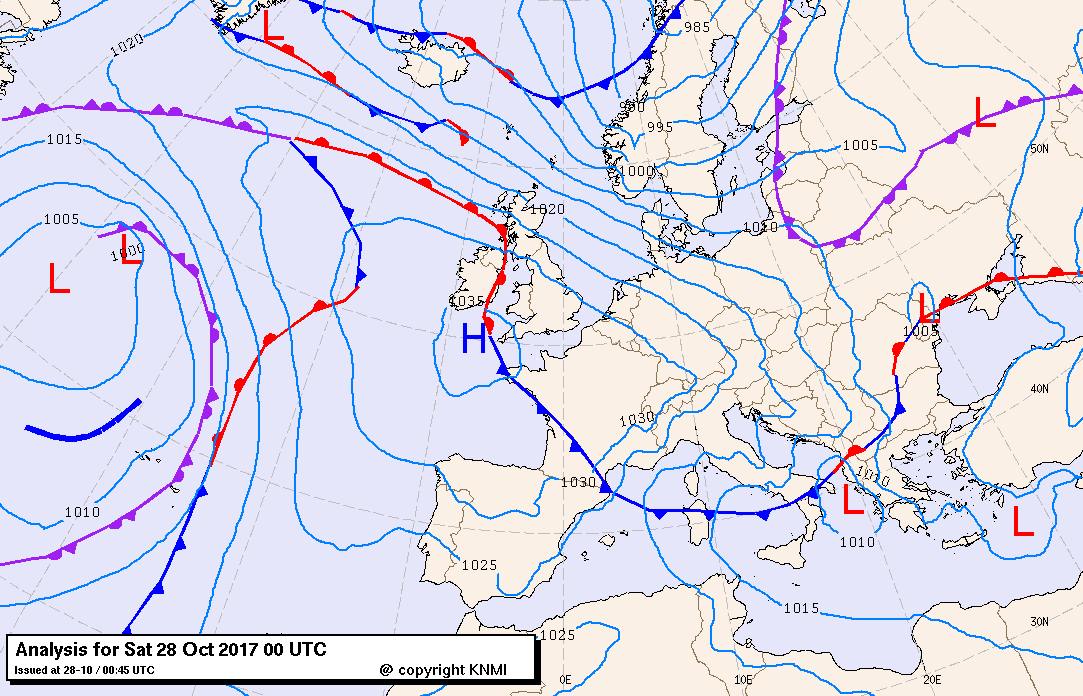
Aufbau des Windfelds (KMNI-Analyse, 28.10. 00 UTC)

Im Vorfeld zog ein Tief Florenz vom Nordatlantik in den Ostseeraum, das zusammen mit einem Hoch vor Irland (Vera) mit starkem Druckgefälle schon am Freitag, den 27. Oktober, zu Stürmen im Mitteleuropa führte.
Am 27. Oktober wurde auch vorausgesagt, dass am 29. Oktober das Sturmtief Grischa, ein Nachwirbel von Florenz, über der mittleren Ostsee liegen würde, doch dieses Tief blieb über Nordskandinavien.
In der Kaltfront von Grischa bildete sich am Samstag, dem 28. Oktober, ein unbenannt gebliebenen Herwart-Vorläufer, schon in der Nacht Samstag auf Sonntag wurden in Österreich bis zu 140 km/h im Flachland gemessen (Enns in Oberösterreich), und bis zu 179 km/h am Feuerkogel (Oberösterreich) Sonntag in der Früh.
Gleichzeitig bildete sich auch vor der Küste Südnorwegens ein Wirbel, eigenständig als Herwart benannt, der als Schnellläufer bis zum Sonntag, dem 29. Oktober um 10 Uhr nach Nordost-Polen verlagerte.
Entlang der Kaltfront von Herwart traten die stärksten Böen in Norddeutschland auf. Die Kaltfront verlief gegen 10 Uhr vormittags auf einer Linie von Karlsruhe nach Passau und erreichte am Abend des 29. Oktober die Alpen, wo sie für ergiebigen Steigungsregen sorgte.
Dänemark meldete durchschnittliche Mittelwinde von 24,5 m/s (88 km/h), wobei der höchste Wert mit 27,7 m/s (99,7 km/h) auf Rømø gemessen wurde. Die Spitzenböen erreichten verbreitet Orkanstärke; die Spitzenbö wurde mit 38,6 m/s (139,0 km/h) in Kalundborg an der Westküste von Seeland registriert.
Die Spitzenböen in Deutschland wurden im Flachland mit 144 km/h auf Fehmarn und mit 140,8 km/h auf Hiddensee gemessen, die Spitzenbö im Bergland wurde dort mit 176 km/h auf dem Fichtelberg registriert.
In Österreich lagen die Nachmittags-Spitzenwerte bei 138 km/h in Irdning und 132 km/h in Mariazell (beide in der Steiermark), und 173 km/h am Sonnwendstein (Niederösterreich).
Die stärkste Windbö  wurde in Tschechien mit 182 km/h an der Luční bouda gemessen.
Diese Tiefkerne verschmolzen schon 29. auf 30. wieder zu einem harmlosen Osteuropatief.

## Auswirkungen
Im Gegensatz zum Sturmtief Xavier, das im Wesentlichen südlich an Schleswig-Holstein und der Ostseeküste vorbeigezogen war, war von Herwart Südskandinavien und ganz Zentralmitteleuropa betroffen.:3
Wegen der umfangreichen Sturmwarnungen wurden zahlreiche Veranstaltungen abgesagt.

### Sturmfluten an Nordsee und Ostsee

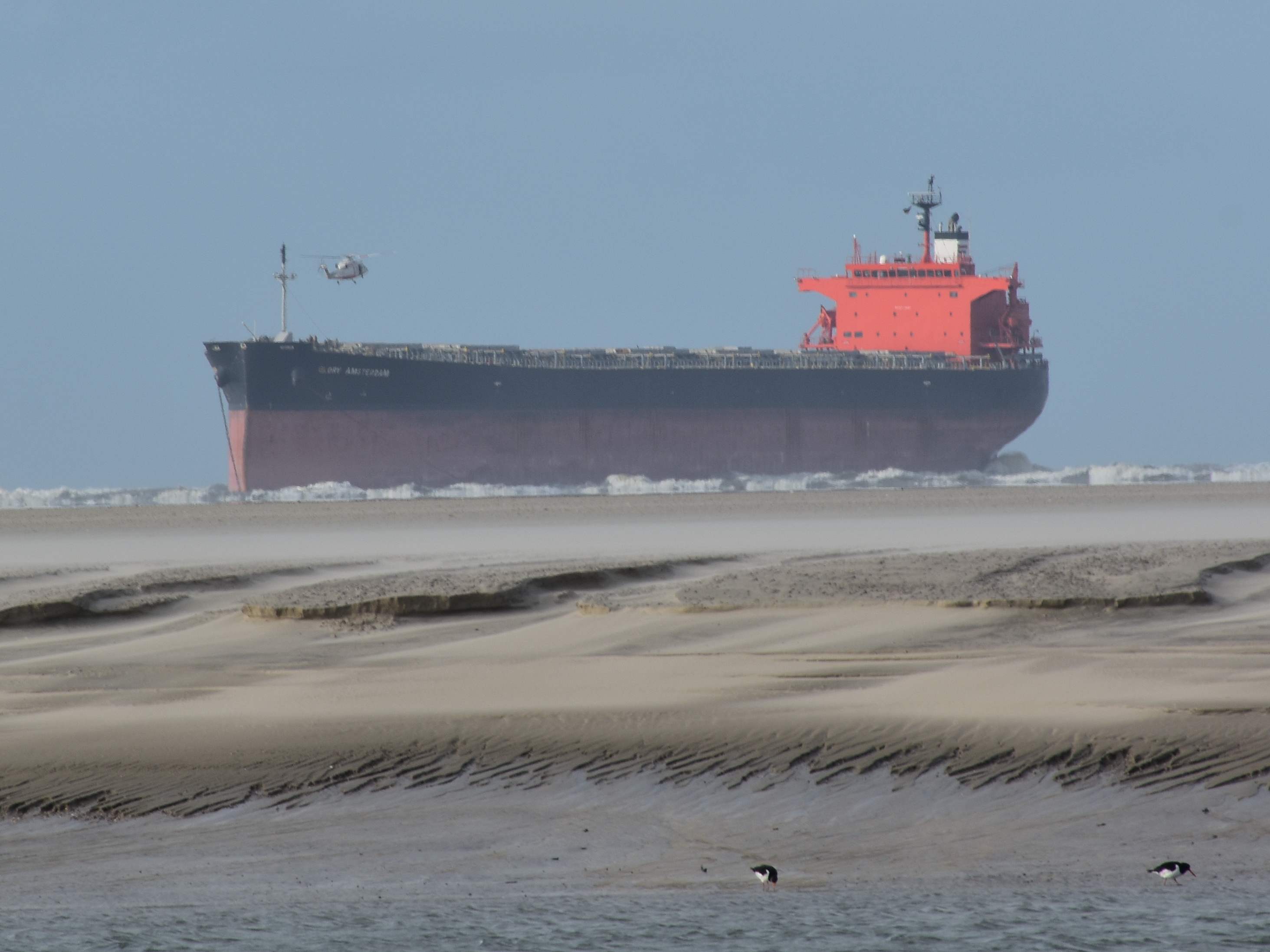
Glory Amsterdam auf Sandbank

Herwart verursachte an Nordsee und Ostsee je eine Sturmflut. Die höchsten Pegelstände an der Nordsee südwestlich der Elbmündung mit 2,60 m ü MHW in Bremerhaven und nördlich der Elbe mit 2,06 m ü. MHW in Büsum gemessen; am Pegel Hamburg-St.-Pauli erreichte das Hochwasser mit 3,34 m ü. MHW Werte einer schweren Sturmflut.:5 An der Ostsee drückte der Sturm zunächst Wasser ins Skagerrak, drehte dann auf eine nordnordwestliche Richtung und trieb so das Wasser südwärts ins Kattegat, wo Seeland und Fünen das Wasser verstärkt aufstauten. So kam es an den entsprechenden Küsten zu einer Sturmflut mit zwanzigjähriger Wiederkehr; an der Nordküste von Fünen handelte es sich um ein Ereignis mit fünfzigjähriger Wiederkehr. Im Odense-Fjord erreichte die Flut einen Stand von 168 cm über dem dänischen Nullniveau (Dansk Vertikal Reference 1990); wenig unter dem dort gemessenen Höchststand vom November 2006 (174 cm). In Slipshavn bei Nyborg auf der Westseite des Großen Belts wurden 141 cm über Null gemessen, was dort der dritthöchste Wasserstand seit Beginn der Messungen im Jahr 1890 war – höher reichte die Flut nur im November 2006 (177 cm) und im Dezember 2013 (146 cm). An der deutschen Ostseeküste erreichten die Pegel um 1,2 m ü. MHW.:5
In der Nord- und Ostsee wurden mehrere Fährverbindungen unterbrochen. Scandlines stellt den Verkehr zwischen Rostock und Gedser aus Sicherheitsgründen bereits am Samstag ein, bei DFDS Seaways fielen am Sonntag alle Verbindungen von und nach Klaipėda aus.
Der 225 Meter lange Frachter Glory Amsterdam lief vor der Insel Langeoog auf Grund. Wegen des Treibstoffs bestand Gefahr für das Wattenmeer. Er konnte erst am 2. November freigeschleppt werden.

### Dänemark
Im Westen der dänischen Insel Seeland starb ein Mensch.

### Deutschland
In Deutschland kamen durch den Sturm mindestens vier Menschen ums Leben.
Die Deutsche Bahn stellte vorsorglich in sieben Bundesländern den Fernverkehr zumindest teilweise ein. Insbesondere in Niedersachsen, Bremen und Hamburg war auch der Nahverkehr betroffen. Nachdem es bereits zu wetterbedingten Einschränkungen gekommen war, stellte die Metronom Eisenbahngesellschaft ihren Verkehr auf allen Strecken ein, nachdem auf der Eisenbahnstrecke Hamburg–Cuxhaven ein Zug bei Stade mit einem umgestürzten Baum kollidiert war. Auch bei anderen Eisenbahngesellschaften kam es in Folge zu zeitweiligen Streckensperrungen. In der Gegend um Bremerhaven führte die durch den Sturm landeinwärts gewehte, salzhaltige Luft zu Spannungsüberschlägen und Kurzschlüssen in Stromnetzen. Hiervon war auch der Personennahverkehr auf der Bahnstrecke Bremen–Bremerhaven betroffen, der Verkehr war hier noch mehrere Tage nach dem Sturm unterbrochen.
Mehrere Straßen auch in Sachsen und Oberbayern mussten wegen Windwurf gesperrt werden.
Der Flughafen Bremen stellte am Sonntag Abend den Betrieb ein, nachdem ein Geschäftsreiseflugzeug während der Landung von der Landebahn abgekommen war.
Auf Wangerooge spülte die Sturmflut den größten Teil des Badestrandes weg.
In Oldenswort (Nordfriesland) riss der Sturm Dach und Flügel der denkmalgeschützten Mühle Catharina ab. Die historische Neuwerker Nordbake wurde völlig zerstört.
Der Herbststurm sorgte für einen neuen deutschen Rekord in der Stromerzeugung aus Windenergie mit etwa 39 Gigawatt.

### Polen
In Polen kamen zwei Personen ums Leben.

### Tschechien
In Tschechien verursachte Herwart die größten Schäden seit Orkan Kyrill 2007. Es kam zu zwei Todesopfern.
Die Stromversorgung war für hunderttausende Haushalte unterbrochen.  Auf zahlreichen Bahnstrecken fuhren keine Züge mehr. In Most wurde die Kirche St. Valentin zerstört.

### Österreich

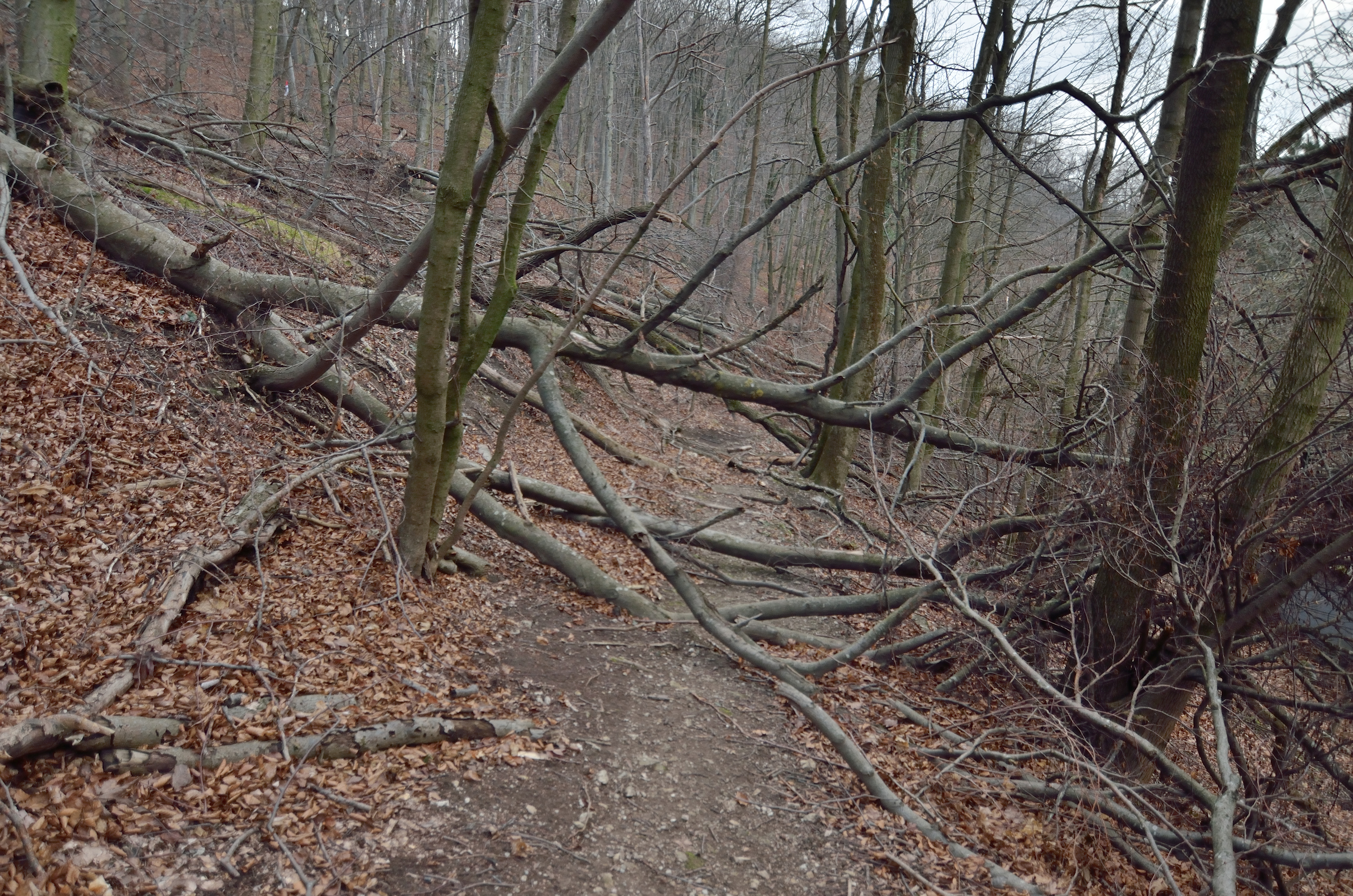
Sturmschäden im Wienerwald

Schon am 27. Oktober kam es zu ersten Sturmschäden in Ober- und Niederösterreich.
In Oberösterreich wurden dann wegen der Sturmwarnungen für das Wochenende und der zwei Todesopfer bei einem Zeltfest im August 2017 vorsorglich sämtliche Veranstaltungen in Zelten abgesagt. Verbreitet wurden in Österreich auch Friedhöfe und Parks geschlossen.
Allein in Oberösterreich hatte die Feuerwehr etwa 1200 Einsätze. Hier waren bis zu 65.000 Haushalte ohne Strom.
In Niederösterreich waren 250 Feuerwehren mit 5.000 Mann innerhalb von 24 Stunden in Einsatz, was es in dieser Dichte noch nie gab. In weiten Gebieten waren Stromausfälle durch beschädigte Freileitungen zu verzeichnen. In Wien mussten die Bahnsteige des Hauptbahnhofs wegen herabstürzender Fassadenteile eines in Bau befindlichen Nachbargebäudes zeitweilig gesperrt werden, was zu Behinderungen im Fernverkehr führte. Viele Züge aus dem Westen wurden auf den Westbahnhof umgeleitet.
Auch in Salzburg, dem Burgenland und der Steiermark kam es zu Schäden und Behinderungen. So mussten die Salzburger Feuerwehren am 29. Oktober nach Sturmspitzen bei Maria Alm von 152 km/h zu 422 Sturmeinsätzen ausrücken. 69 der 119 Gemeinden waren vor allem von umgestürzten Bäumen betroffen.

### Versicherte Schäden
Der Sturm verursachte zwar Schäden in einer Reihe von europäischen Ländern, der Großteil der versicherten Schäden in Höhe von 325 Mio. Euro wurden aber in Deutschland und Österreich registriert. Perils nennt hierfür einen Betrag von 264 Mio. Euro. Nach Angaben des Gesamtverbands der Deutschen Versicherungswirtschaft (GDV) beträgt der versicherte Sachschaden in Deutschland 190 Mio. Euro. Der Schaden in Tschechien beträgt 34 Mio. Euro.